# 蔘露藤
蔘露藤（學名：Tiliacora triandra，意為“藤”，意為“露水”，指人蔘等根莖類藥材）是防己科蛇椒藤屬植物，原產中南半島、印度東北部、安達曼群島。越南人用蔘露藤的葉子製作一種叫“蔘露”（sương sâm）或“蔘露凍”（thạch sương sâm）的食品。老撾和泰國把蔘露藤叫做雅囊葉（bai yanang），葉子用於調製竹筍羹。

## 圖片

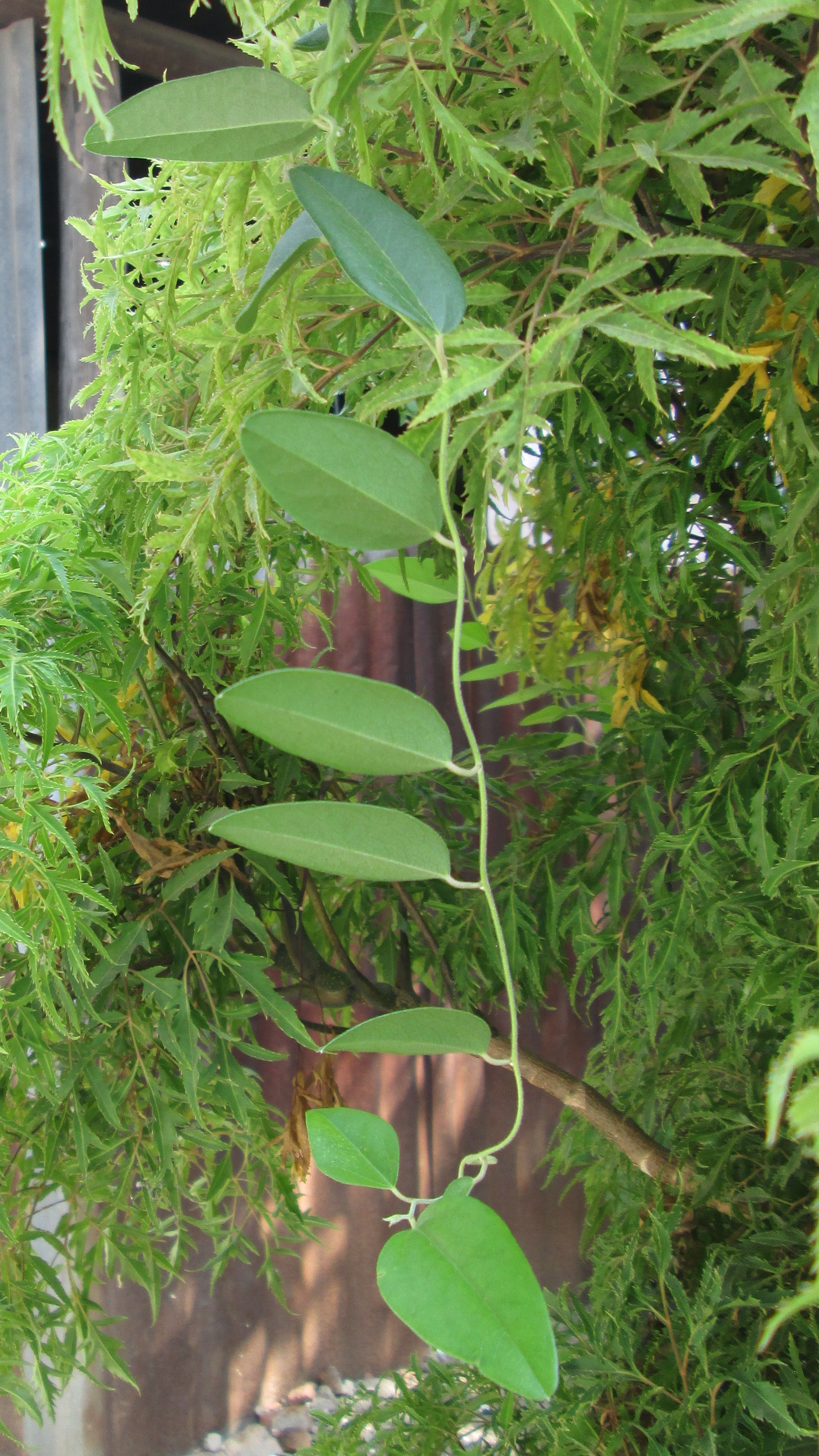
蔘露藤
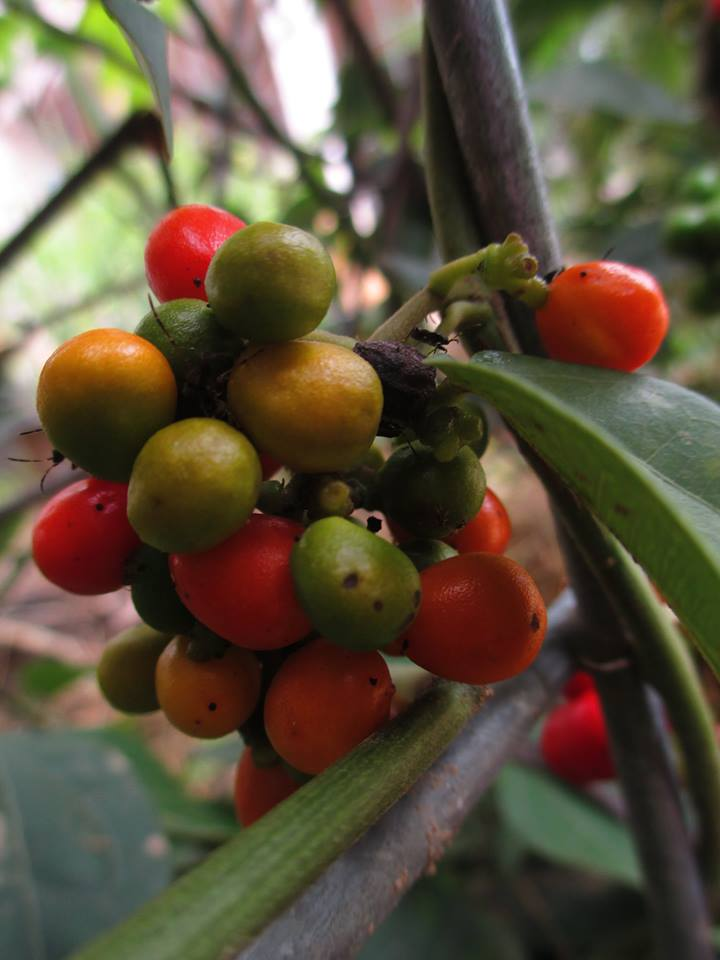
果實
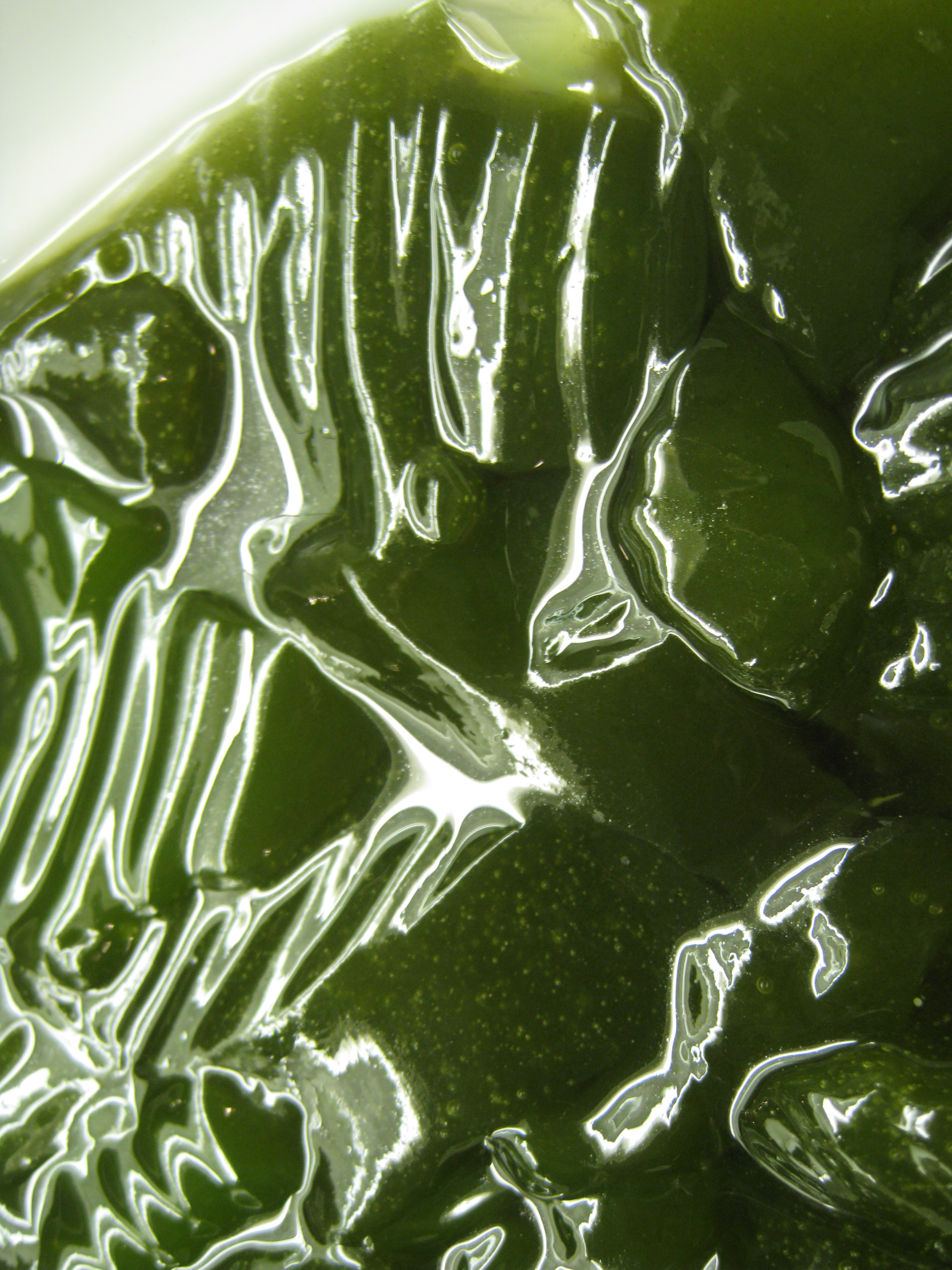
蔘露